# غرش از میان تاریکی
غرش از میان تاریکی (به انگلیسی: Rumble Through the Dark) یک فیلم اکشن-رزمی و دلهره‌آور آمریکایی محصول سال ۲۰۲۳ به کارگردانی گراهام فیلیپس و پارکر فیلیپس با نویسندگی مایکل فاریس اسمیت بر اساس رمان مبارز است. آرون اکهارت و بلا تورن در این فیلم بازی می‌کنند.
این فیلم توسط لاینزگیت در قالب‌های دیجیتال و در سینماهای محدود در ۳ نوامبر ۲۰۲۳ منتشر شد.

## داستان
یک مبارز هنرهای رزمی ترکیبی برای نجات خانه پدری‌اش از چنگ دشمنان خود مبارزه می‌کند.

## تولید
آرون اکهارت در ژوئن ۲۰۲۱ برای بازی در این فیلم قرارداد امضا کرد. فیلمبرداری اصلی از اواخر جولای تا سپتامبر ۲۰۲۱ در نچیز، میسیسیپی و منطقه دلتای اطراف آن انجام شد. به دلیل بارندگی توفند آیدا، تولید به مدت دو روز تعطیل شد.

## بازخوردها
در راتن تومیتوز بر اساس رای ۸ منتقد دارای امتیاز ۴٫۵ از ۱۰ است.